# کارلبرتو لودی
کارلبرتو لودی (انگلیسی: Carlalberto Ludi؛ زادهٔ ۲۴ دسامبر ۱۹۸۲) بازیکن فوتبال اهل ایتالیا است.
از باشگاه‌هایی که در آن بازی کرده‌است می‌توان به باشگاه ورزشی لاتزیو، باشگاه فوتبال پارما، باشگاه فوتبال رجانا، باشگاه فوتبال پیزا، باشگاه فوتبال نووارا، و باشگاه فوتبال پرو ورچلی اشاره کرد.